# IC 3973
IC 3973  ist eine linsenförmige Galaxie vom Hubble-Typ S0-a im Sternbild Haar der Berenike am Nordsternhimmel. Sie ist schätzungsweise 213 Millionen Lichtjahre von der Milchstraße entfernt.
Das Objekt wurde am 20. März 1895 von Hermann Kobold entdeckt.